# Yasuhiko Yabuta
Yasuhiko Yabuta (薮田 安彦), né le 19 juin 1973 à Kishiwada au Japon, est un joueur japonais de baseball évoluant dans la Ligue majeure de baseball avec les Royals de Kansas City en 2008 et 2009 après avoir joué douze saisons pour les Chiba Lotte Marines en ligue japonaise. Il est actuellement agent libre.

## Carrière

### Professionnelle
Avec les Chiba Lotte Marines, il remporte les Japan Series en 2005. Sélectionné en équipe du Japon, il remporte la Classique mondiale de baseball 2006.